# Хлопецкий, Анатолий Петрович
Анатолий Петрович Хлопецкий (24 июня 1962, Молдавская ССР, СССР — 24 августа 2015, Калининград, Россия) — российский общественный деятель, советский самбист и дзюдоист, мастер спорта международного класса по самбо, заслуженный тренер Российской Федерации, награждён почётным знаком «За заслуги в развитии физической культуры и спорта», писатель, кандидат наук, увлекался музыкой, был солистом группы «Точка опоры».

## Биография
Родился в селе Хитрешты (Фалештский район, Молдавская ССР).
После окончания школы в 1977 году, поступил в Рышканский совхоз-техникум эфиро-масличной и табачной промышленности на специальность «Техник-технолог эфирно-маслячных и табачных культур». Проходил службу на флоте, сначала в Кронштадте, затем — в Севастополе. Проработал три года в море и пошёл поступать в Калининградский государственный университет на факультет физкультуры и спорта. Получил образование и реализовал свою мечту — создал Школу по самбо и дзюдо в Калининграде.
В 1987 году был избран президентом федерации самбо и дзюдо Калининградской области. В 1990 году досрочно окончил университет. В 1993 году калининградская сборная вернулась с первенства России с тремя чемпионами, в этом же году в Калининграде с помощью Хлопецкого был проведён Чемпионат Европы по самбо, а в 1996 году чемпионат мира по этому же виду спорта. По результатам успешного выступления на данных мероприятиях Калининградской команды Хлопецкий получил звание Заслуженного тренера Российской Федерации.
В 1996 году Хлопецкий был назначен на должность генерального директора компании «Транс Рейл Вест». В 1998 году участвовал в выборах мэра города Калининграда. По итогам выборов из 23 претендентов на этот пост А. Хлопецкий стал вторым после Ю. Савенко. В 1999 году окончил Академию Народного Хозяйства при Правительстве РФ по специальности «Управление», а также получил степень кандидата педагогических наук.
В 2000 году Хлопецкий прекратил деятельность президента холдинга, вышел из акционеров всех компаний и стал доверенным лицом кандидата на должность главы администрации Калининградской области адмирала В. Егорова, вошёл в число руководителей его избирательного штаба.
В период 2000—2001 года — заместитель губернатора Калининградской области.
2001—2002 — вице-президент Всемирной федерации самбо.
В 2002 году — вице-президент «ОАО Внешнеторговая корпорация Союз», советник губернатора.
2001—2015 — Президент Романовского фонда Святой горы Афон.
Являлся вице-президентом Международной федерации самбо.
Состоял членом Союза писателей России. Автор более двадцати книг и публикаций, в том числе: «Калининград, как „Зона свободы“: взгляд изнутри», «Монашеский скит», кроме того в соавторстве с Патриархом Московским и Всея Руси Кириллом написал трилогию о Николае Японском «От святого Николая до Президента».
Неоднократно награждался дипломами и медалями от Московской городской организации союза писателей России.
Пятеро детей. Скончался 24 августа 2015 года, похоронен на Троекуровском кладбище.

## Спортивные результаты
- Чемпионат Молдавии среди юношей по борьбе самбо 1979 г — золото
- Чемпионат Молдавии среди молодёжи по дзюдо 1980 г — золото
- Призёр Первенства ВСВО СССР среди молодёжи 1980 г. — бронза
- Международный турнир по борьбе самбо, открытый чемпионат Литвы 1987 г — золото